# Stadion des Sportzentrums Zibo
Das Stadion des Sportzentrums Zibo (chinesisch 淄博市体育中心体育场) ist ein Fußballstadion mit Leichtathletikanlage in der chinesischen Stadt Zibo (chinesisch 淄博市). Das Stadion hat ein Fassungsvermögen von 45.000 Personen. Es ist die Heimspielstätte des Zweitligisten Zibo Cuju FC (chinesisch 淄博蹴鞠足球俱乐部).
Das Stadion befindet sich in einem Sportkomplex, der auch über eine Indoor-Arena und ein Schwimmbad verfügt. 2010 fanden in dem Stadion Spiele im Rahmen der U-19-Fußball-Asienmeisterschaft statt.